# Dave Brown
David Preston "Dave" Brown (ur. 16 maja 1928 w Walnut Creek, zm. 14 sierpnia 2004 w Talent) – amerykański wioślarz i lekarz, złoty medalista olimpijski.
Wystąpił na igrzyskach olimpijskich w Londynie w 1948 roku, gdzie osada USA w składzie: Ian Turner, Dave Turner, Jim Hardy, George Ahlgren, Lloyd Butler, Dave Brown, Justus Smith, John Stack i Ralph Purchase (sternik) wywalczyła złoty medal w ósemkach. W finale o 10,2 sekundy pokonali Brytyjczyków, a o 13,6 sekundy wyprzedzili Norwegów. Był to jego jedyny start olimpijski.
Kształcił się na Uniwersytecie Kalifornijskim w Berkeley i Uniwersytecie Stanforda. Z zawodu był lekarzem.